# Brabanti Siger
Brabanti Siger (franciául: Siger de Brabant, latinul: Sigerus de Brabantia), (Brabanti Hercegség, 1235? – Orvieto, 1281/1284) középkori németalföldi származású filozófus, egyetemi tanár.
Az averroizmus szószólója volt, az ő révén kerültek be e nézetek a párizsi egyetemre. 
Több műve maradt fenn, így a De aeternitate mundi, a De intellectu, a De anima intellectiva, és a Liber de felicitate. Írásaiból megállapítható, hogy egész filozófiája Arisztotelészre és Arisztotelész arab kommentárírójára, Averroësre épül.
Dante Brabanti Siger-t is szerepeltette a hármas látomásában, és nem a pokolban jelölte ki az averroista magister helyét, hanem a tisztítótűzben, aki már közel áll az üdvösséghez.

## Élete és művei
Averroës tanai akkor hatoltak be a nyugati világba, amikor az kapcsolatba került – többek között a keresztes hadjáratoknak is köszönhetően – a kelettel, különösen pedig Párizsban terjedtek el nézetei. Itt tevékenykedett Siger, aki a mai Belgium (Brabantia) területén született 1230 és 1240 között. Párizsba valamikor 1255 és 1260 között érkezett, a hét szabad művészet tanulmányozására, amelynek aztán hamar mesterévé (Magister Artes Liberales) vált.
Siger 1270 előtt alkotta meg a Questiones in tertium de anima című értekezését, amely Arisztotelész hasonló című munkájára vonatkozott, az értelem kérdését tárgyalva (az arisztotelészi mű harmadik fejezete). Ebben a művében kifejtett gondolatokat ítélte el Tempier püspök 1270. december 10-én közzétett pontjaiban. Ezt követte a De intellectu, majd nem sokkal ezután, 1272 és 1273 között írta egyik legfontosabb művét, a De anima intellectivat, amelyben Aquinói Szent Tamás Az értelem egysége (De unitate intellectus) című művére reagált. Többek között ezen írása miatt is, a francia inkvizíció vezetője, Simone du Val, beidézte, más tanárokkal egyetemben, de ekkorra Siger már elhagyta Franciaországot és az egyházi udvarban igyekezett megvédeni saját álláspontját. Eközben, Orvietóban, valószínűleg még 1284 előtt, egy elmebeteg szerzetes vagy egyházi személy meggyilkolta.
Siger több kommentárt írt Arisztotelész egyéb műveihez, így a Metafizikához, a Fizikához, vagy a Születésről és a pusztulásról szólóhoz. Kisebb logikai műve volt a Quaestio de necessitate et contingentia causarum, de írt a világ örökkévalóságáról (De aeternitate mundi) is, amely fontos averroësi tétel volt.

## Filozófiai és teológiai nézetei
Siger szerint, Averroës véleményet osztva, Arisztotelész az igazi filozófus, az emberi értelem szimbóluma, de hozzáteszi, hogy az arisztotelészi filozófia koronája az a teológia, amely a Liber de causisban került kifejtésre. Ebben a műben találhatjuk kifejtve azt a tant, hogy minden dolog alapelve elsődleges oknak is bizonyul, amely egyetlen. Ha ez igaz, akkor a közvetlen hatás is egyetlen, szükségszerű és örök, csakúgy, mint az elsődleges ok. Az anyagtalan szellemek között ez az elsődleges, amelyből származik az összes többi égi intelligencia (mozgató), maguk az égboltozatok (égitestek pályái), egészen le a romló és születő lényegek szublunáris világáig. Ezen  előfeltételek alapján Siger úgy tartja, hogy állítható az, hogy a világ Isten teremtése, abban az értelemben, hogy minden dolog szükségszerűen az egyetlen elsődleges októl függ, de nem úgy, hogy a világnak lett volna valamilyen időbeli kezdete Isten szabad akaratának tetteként. Inkább a dolgok Istentől való szükségszerű és örök függéséről van szó, aki, mint gondviselés tevékenykedik másodlagos hatás okozók, így például a csillagok befolyása szerint. A világ tehát örökkévaló, mert Isten is az. Örökkévalóak ugyanakkor azok a fajták is, amelyek benépesítik a világot, mint azt Arisztotelész is tartotta. A világ örökkévalóságáról szóló averroësi elgondolás azonban jelentősen átalakította a korábbi arisztotelészi tanítást, amelyhez Aquinói Szent Tamás nyúlt majd vissza.
Ezen alapszik azonban Siger szerint, olyan egyetemes kijelentések igazsága, minthogy „az ember lelkes lény”. Ez a kijelentés pedig azért igaz, mert mindig léteztek emberek, amire vonatkozóan az ilyen kijelentés igazzá válik. 
Az értelemmel kapcsolatban pedig azt tartja, legalábbis kezdetben, hogy az averroësi kidolgozás jelenti Arisztotelész helyes magyarázatát. Minden egyedi ember anyag (test) és forma (lélek) összetett szubsztanciája, amely rendelkezik vegetatív és szenzitív funkciókkal is: minden létező, Arisztotelész fogalmát használva, forma és anyag szünolonja (σύνολον; σύν «együtt» és ὅλος «minden»). Ami azonban az értelmi funkciókat illeti, ezek az emberi faj értelmes lelkével (anima intellectiva) való kapcsolattól függenek. Ez pedig egyetlen és tisztán szellemi, nem kapcsolódik semmilyen testi struktúrához és az úgynevezett intellectus agensben (cselekvő értelem) és az intellectus possibilisben (értelmi adottság) mutatkozik meg. Az értelem aktivitása az emberi egyedekben fejeződik ki, kapcsolatban az érzékek által felfogott tárgyak képével, amelyek természetesen egyedről egyedre változnak. Ezért változó az egyedek értelmi képessége is.
Eltérés Arisztotelésztől az, hogy Siger számára az anima intellectiva a halhatatlan. S minthogy az a halhatatlan, az emberi egyedek szükségképpen meghalnak. Ebből ered aztán az a vád, Sigerrel szemben, hogy a túlvilági életben nincsenek egyedi büntetések és jutalmak, e felfogás szerint. A büntetés magában az elkövetett tettben nyilvánul meg. Siger valójában szellemi erőfeszítés eredményeként láttatja a halhatatlanságot. "...Az intellektuális lélek, akárcsak a lét, a testtől el van választva, amellyel csak az aktív megismerésben egyesül." Az értelmes lélek szintén a test cselekedete, de vele való egységét egyedi módon a megismerő tevékenységtől kapja meg. Nem véletlen, hogy a mű vége panegirikusa a gondolkodásnak és az olvasásnak, amely nélkül az élet csak halálhoz hasonlatos.
Tempier püspök 1270-es ítéletének és talán Aquinói Szent Tamás erős ellenállásának is köszönhetően Siger később valamelyest tompította téziseinek élét és a hitigazságokkal jobban összeegyeztethető lelki tanításhoz közeledett. Soha nem volt azonban a kettős igazság tanának hirdetője, csak ellenfelei mártották be ezzel és stigmatizálták vele Tempier újabb, 1277-es ítéletében.
Siger számára  a kinyilatkoztatott igazság magasabb volt az emberi igazságnál és ütközés esetén nem habozott a keresztény opció mellett dönteni. Az értelem azonban nem fejlődhet a filozófiai érvek megalapozása nélkül, nem fejlődhet a gondolkodás szabadsága nélkül, még akkor sem, ha ezek olyan eredményre vezetnek, amelyek ellentmondanak a hitnek és így tévesnek bizonyulnak. Siger szemében a filozófus hős, aki elhajlás nélkül az igazságot kutatja, és ebben fejeződik ki az emberi természet nagysága. Nem véletlen, hogy etikai nézeteiben többre tartotta a nagylelkűséget, amely fontos helyet foglal el Arisztotelész rendszerében is, mint az alázat keresztényi erényét. 

## Dante és Brabanti Siger
Dante a Paradicsomba helyezte Sigert (Par X.134-138.), ráadásul éppen Aquinói Szent Tamással egy körbe, aki egyébként "gyűlöletes igazságokat” mondott ki. Ebben az olvasatban Dante bemutatása úgy látszik, mint aki az Egyház számára veszedelmes igazságokat fejezett volna ki. Azonban az "invidiosi veri"-nek logikusabb olvasata, hogy olyan igazságokról van szó, amelyek őt magát helyezték rossz fénybe kortársai előtt és tették féltékennyé ellenfeleit, amely miatt élete mind mélyebb magányba süllyedt. Egyébként, hogyan kerülhetett volna a Paradicsomba olyasvalaki, aki szembe ment az Egyházzal? 
A dantei éneket azonban az isteni személyek közötti örök szeretet nyitja. Egy kommentár szerint „ezekben a lelkekben a bölcsesség őszinte szeretet és merész vállalkozás volt, de éppen ezért, ezeket is Isten útjainak látják. Még ha a spekulatív kutatás területén annyi felé ágaznak is el, érvényességük a charitas legfőbb egyetértésében mutatkozik meg.”